# Gan Ying
Gan Ying (en xinès, 甘英) fou un ambaixador militar xinès enviat a Roma pel general Ban Chao l'any 97. Formava part d'una expedició del general Ban Chao formada per 70.000 homes, que aconseguí arribar a les fronteres occidentals de l'Imperi Part.
Malgrat que Gan Ying molt probablement no arribà mai a Roma, és –almenys en els registres documentals històrics– el xinès que arribà més a l'oest durant l'antiguitat.
Segons Hou Hanshu, les cròniques de la dinastia Han oriental (25-220 dC):
«Durant el novè any (97 dC), Ban Chao envià el seu ajudant Gan Ying a la costa del Mar de l'Oest. Cap generació anterior no havia arribat a aquells indrets i el Shan Hai Jing no en parla. Ell feu una descripció dels costums i de la topografia de tots aquells països.»
En un altre passatge del Hou Hanshu s'hi afirma:
«Durant el novè any de Yongyuan (97 dC), Ban Chao envià el seu ajudant Gan Ying a Da Qin (l'imperi romà), passant per Tiaozhi, i arribà a la riba del Gran Mar (Golf Pèrsic), a la frontera occidental d'Anxi (l'imperi part).»
Gan Ying elaborà una descripció de Roma, que podria haver-se redactat a partir d'altres textos. La situà a l'oest del mar:
«El seu territori abasta diversos milers de li (aprox. mig quilòmetre) i té més de 400 ciutats amurallades. En són súbdits desenes de petits estats. Les muralles exteriors de les ciutats són fetes de pedra. Han establert posts de vigilància ... Hi ha pins i xiprers.»
També descrigué la monarquia adoptiva de Nerva, l'aparença física dels romans i els seus productes:
«Quant al rei, no és una figura permanent sinó que és escollit l'home més respectable ... Les gents d'aquest país són altes i de faccions regulars. S'assemblen als xinesos, i és per això que el país s'anomena Da Qin (el Gran Qin) ... El sòl produeix or, plata i joies rares en abundància, incloent-hi la joia que brilla de nit ... Broden els mocadors amb fils d'or per confeccionar tapissos i damassos de molts colors, i fan robes guarnides d'or, i una roba rentada amb foc (asbests).»
Finalment, Gan Ying identificà correctament Roma com a destinació principal de la Ruta de la seda:
«És des d'aquest país que arriben tots els productes estrangers meravellosos i rars.»